# Филип Сюшар
Филѝп Сюша̀р (на френски: Philippe Suchard), погрешно предадено на български като Сушард, е швейцарски шоколаден майстор сладкарници готвач и предприемач.

## Биография
Роден е в град Будри през 1797 година и от малък проявява интерес към правенето на шоколад. През 1824 година заминава за САЩ, след което се връща в Швейцария и отваря собствено кафене в Ньошател, след което и малка шоколадена фабрика в Сериер през 1826. Фабриката е била само с двама души персонал и в началото Сюшар е бил на загуба. Успехът му идва през 1842 година, когато пруският владетел Фридрих Вилхелм IV, който е и принц на Ньошател, поръчва голямо количество шоколад от фабриката на Сюшар. Това разраства бизнеса на Сюшар много бързо и той печели награда на Голямото изложение в Лондон през 1851 и на Универсалното изложение в Париж през 1855. Сюшар избира лилавия цвят за опаковане на своите шоколади.
Неговите интереси се простират и отвъд правенето на шоколад. През 1834 той става капитан на първия параход в езерото Ньошател – Ендюстриел. През 1837 се опитва да положи основите на бубарството в Швейцария, но всички буби са унищожени по време на епизоотия през 1843. По негов проект е намалено нивото на езерото Ньошател, което довежда до откриването на келтско селище, а впоследствие и на цяла келтска култура, известна като Латенска култура.
Сюшар умира през 1884 година. Шоколадът Милка е произведен от неговата фабрика 17 години след смъртта му и е запазил лилавата опаковка на шоколадите му до днес.